# 小行星4672
小行星4672（英語：4672 Takuboku）是一颗围绕太阳公转的小行星。1988年4月17日，上田清二、金田宏在钏路市发现了此天体。
这颗小行星的绝对星等为174.32869等。